# Kahnawake
Kahnawake (Mohawk: Kahnawá:ke, „Platz der Stromschnellen“, englisch früher Caughnawaga) ist ein Mohawk-Reservat in Québec, Kanada. Es liegt am Südufer des Sankt-Lorenz-Stroms gegenüber von Montreal. Mit 7.446 Einwohnern (Stand: 2007) ist Kahnawake das größte Reservat der Provinz.
Die Verwaltung wird durch den Mohawk Council of Kahnawake geleitet, an dessen Spitze ein Großer Häuptling (Grand Chief) steht. Mit den Mohawk Peacekeepers verfügt Kahnawake über eine eigene Polizei.

## Geschichte
Kahnawake wurde als Siedlung von Mohawk gegründet, die bis etwa 1680 an den Stromschnellen des Mohawk River gelebt hatten und den Namen ihrer Siedlung in die Gegend von Montreal mitnahmen, wo sie zum Katholizismus konvertierten. 1719 wurde hier die Jesuitenmission Seigneury Sault du St. Louis gegründet, wo Joseph-François Lafitau als Missionar und präziser Beobachter der irokesischen Kultur wirkte.
Beim Bau einer Eisenbahnbrücke über den Sankt-Lorenz-Strom durch das Territorium von Kahnawake im Jahr 1886 fielen mitarbeitende Mohawk durch ihre Trittsicherheit auf und erwarben sich schnell einen Ruf als schwindelfreie und mutige Arbeiter. In der Folge arbeiteten viele Mohawk aus Kahnawake auf Baustellen von Brücken und Hochhäusern in Nordamerika, so auch beim Bau des World Trade Center. Heute sind etwa ein Viertel der berufstätigen Einwohner Kahnawakes im Hochhausbau tätig.
1907 kamen 75 Personen, darunter 33 Mohawk, ums Leben, als eine Brücke in Québec durch eine Fehlkonstruktion beim Bau einstürzte.
Während der Oka-Krise um das nahegelegene Reservat Kanesatake 1990 wurde die durch Kahnawake verlaufende Autobahnbrücke Honoré Mercier von Mohawk besetzt.

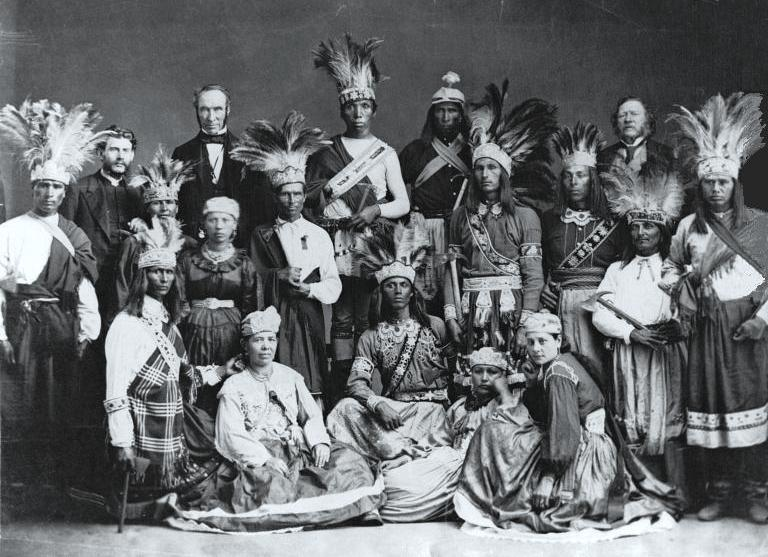
Mohawks Kahnawake 1869

Bis ins 20. Jahrhundert sprachen die Einwohner Kahnawakes untereinander Mohawk, nur die Kommunikation mit Außenstehenden fand in französischer Sprache statt. Durch die Arbeit in den USA und den Gebrauch der englischen Sprache bei den Mohawk in Ontario und New York setzte sich Englisch zunehmend durch, bis um 1950 die meisten Kinder englischsprachig aufwuchsen. Als Reaktion auf die Förderung des Französischen in Québec erfolgte eine Rückbesinnung auf die Mohawk-Sprache, die seit 1979 auch im Schulunterricht benutzt wird.

## Online-Glücksspiele
1996 wurde die Kahnawake Gaming Commission eingerichtet, die Lizenzen für Online-Glücksspiele vergibt. Ein für Online-Casinos eingerichtetes Colocation-Rechenzentrum hat im Reservat 200 Arbeitsplätze geschaffen. Kahnawake beruft sich dabei auf die Souveränität der Mohawk-Nation und auf verfassungsmäßig anerkannte Rechte der Ureinwohner. Von den Behörden Québecs, wie von den kanadischen Bundesbehörden, werden die in Kahnawake veranstalteten Glücksspiele jedoch als illegal eingestuft.